# Pacific Sun
Pacific Sun (antigamente Sunflower Airlines e Sun Air) é uma empresa aérea baseda em Nadi, Fiji. Desde 2007 é uma subsidiária da Air Pacific.